# Maison de la Gabbe
La Maison de la Gabbe ou Hôtel de Beurges est un ancien hôtel particulier situé à Bar-le-Duc dans le département de la Meuse en région Lorraine.
Il est classé aux monuments historiques depuis le 17 décembre 1993.

## Présentation
L'hôtel est un bel exemple de l'architecture barisienne, en rupture avec le style gothique flamboyant, inspiré des décors de l'Antiquité et d'Italie. Un chapiteau de la façade met en scène deux génies tenant une guirlande de fruits, observés par une chouette. D'autres chapiteaux se libèrent des trois ordres d'architecture traditionnels (dorique, ionique, corinthien) pour s'ouvrir vers une modernité maniériste et baroque.

## Historique
Gilles de Trèves aurait fait construire cet hôtel particulier au XVIe siècle. Il est habité par la famille Beurges, qui lui donnera son nom, puis par le colonel Hyacinthe Boucher de Morlaincourt.
La façade sur rue et la toiture sont classées aux monuments historiques le 17 décembre 1993.

## Galerie photo

Détails des chapiteaux
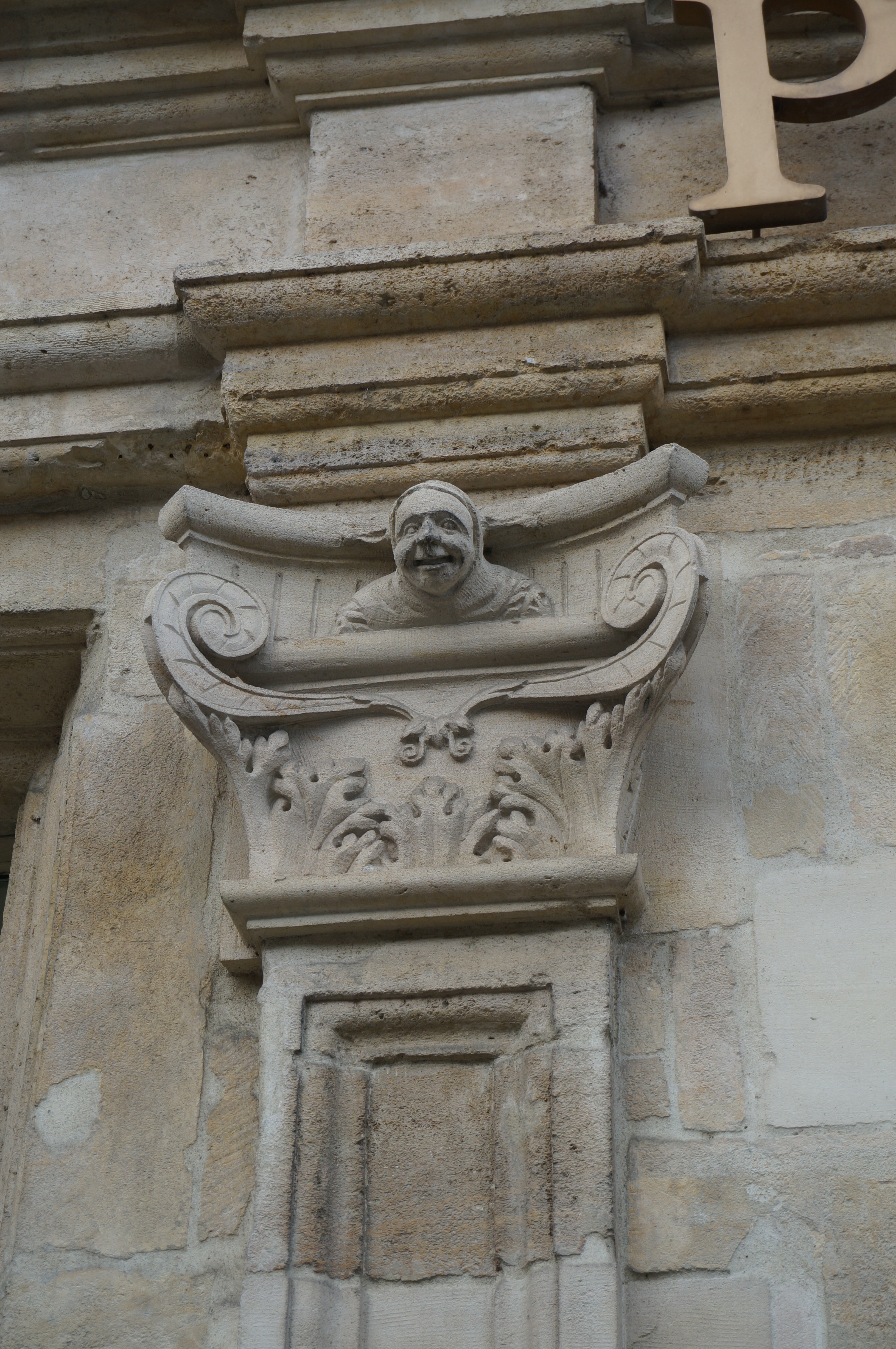
Homme.
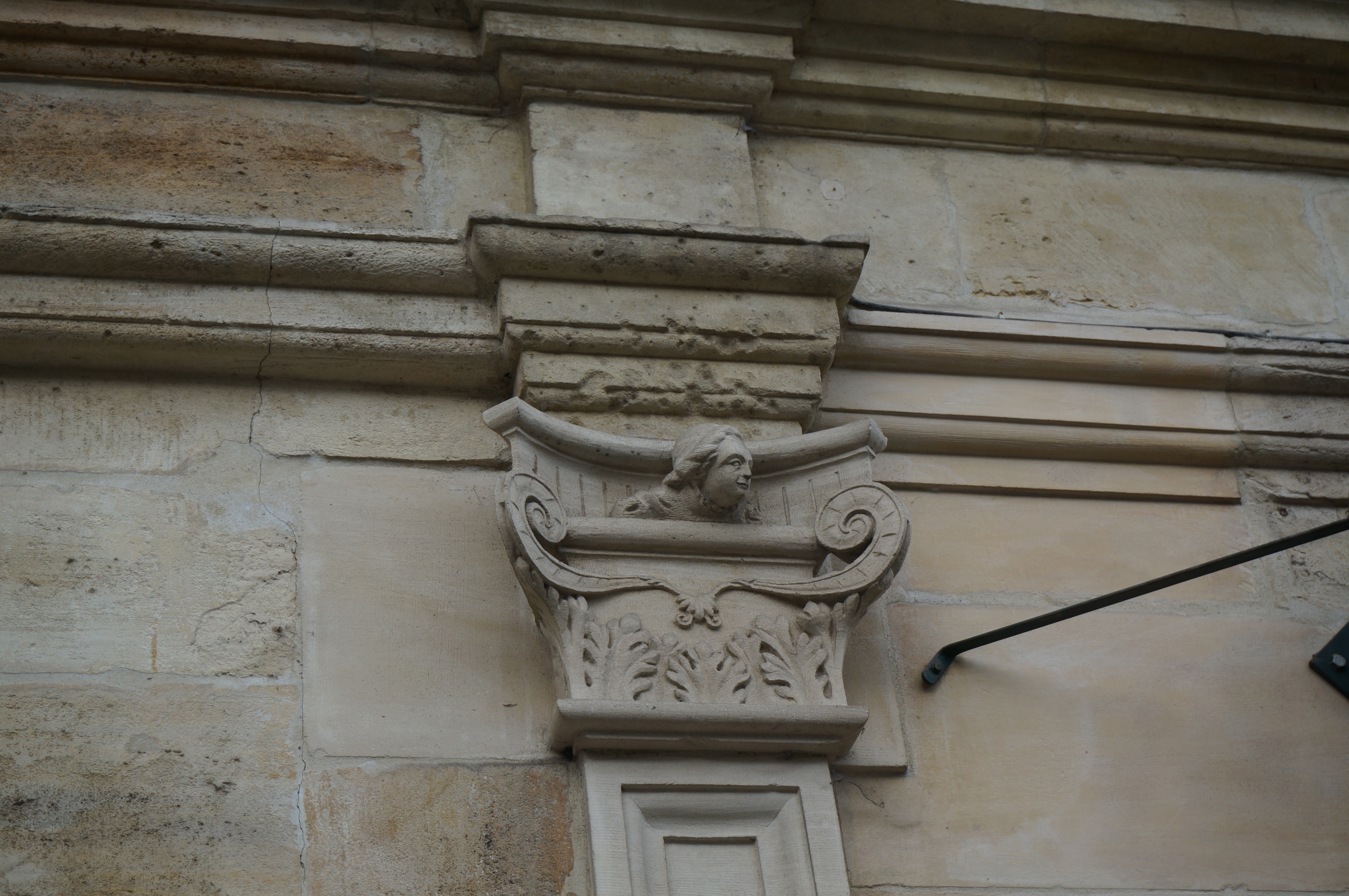
Femme.
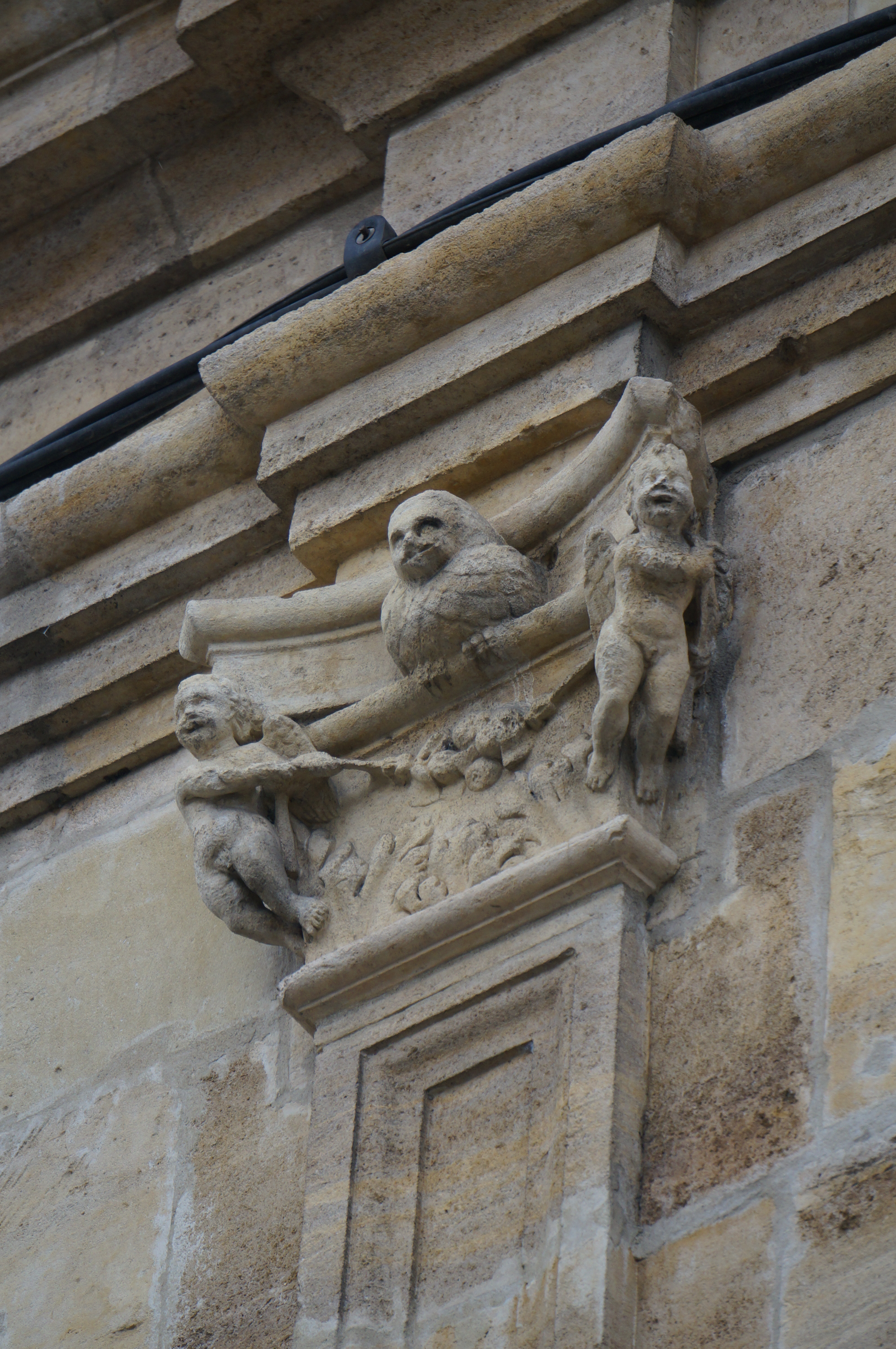
Chouette et génies.
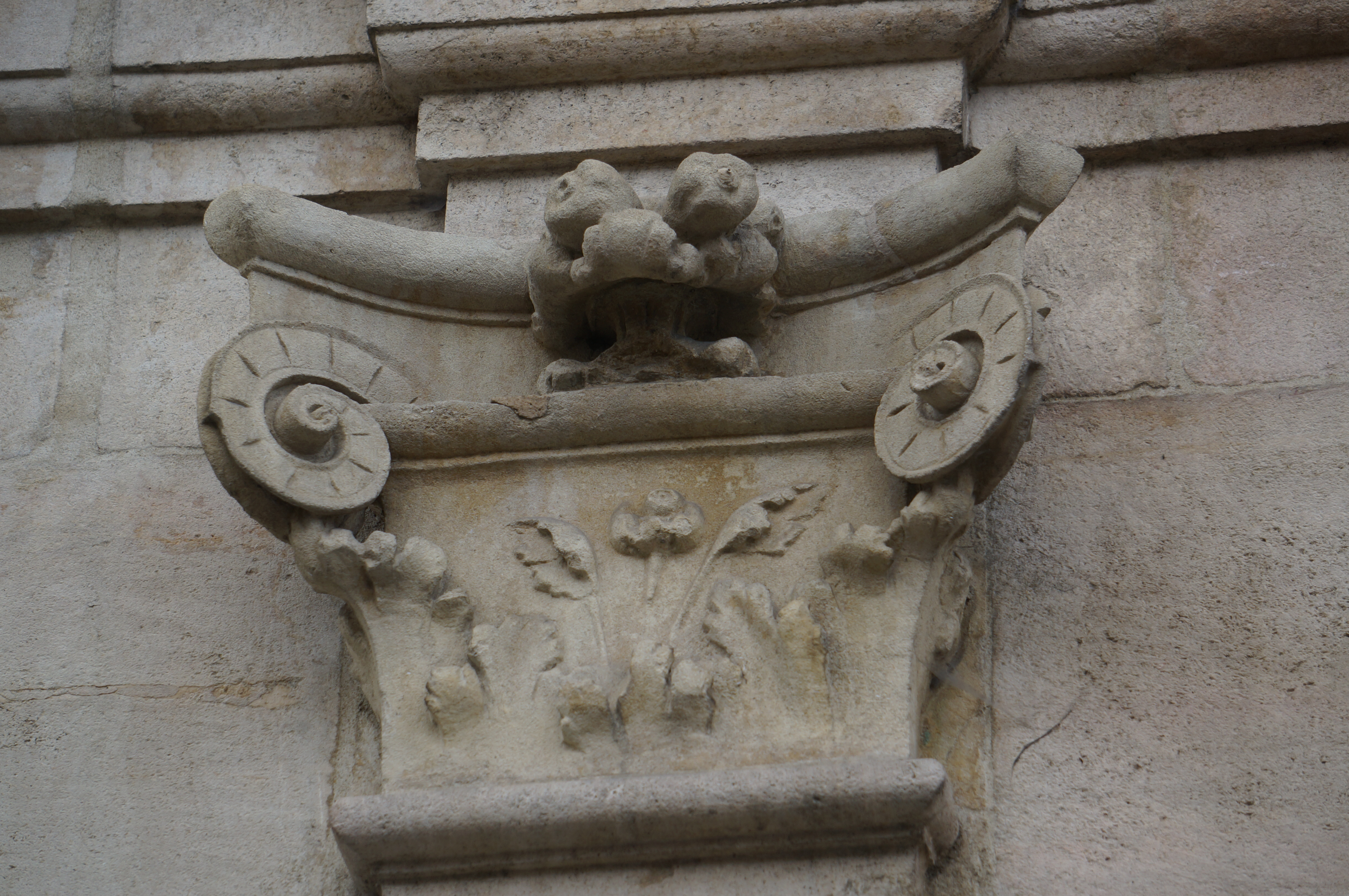
Créature.